# Chris Metzen
Christopher Vincent Metzen (1974) è un informatico, artista e fumettista statunitense.
È conosciuto per il suo lavoro creando l'universo fantastico per i tre principali giochi della Blizzard Entertainment, Warcraft, Diablo e Starcraft. Occasionalmente Metzen ha pubblicato le sue creazioni sotto lo pseudonimo di "Thundergod". Metzen è stato assunto dalla Blizzard Entertainment come "animator" e artista; il suo primo lavoro per la compagnia è stato per il videogioco Justice League Task Force.
Metzen è attualmente il vice presidente del reparto creativo della Blizzard Entertainment e ha assistito i progetti della compagnia fornendo il doppiaggio per molti personaggi, e contribuendo al design degli stessi. Al di fuori della Blizzard Entertainment Metzen è l'autore di una serie di graphic novel basata su una futuristica guerra civile americana.

## Carriera
Metzen iniziò la sua carriera lavorando con arte e animazione. Cercò lavoro alla Blizzard Entertainment, allora conosciuta come Silicon & Synapse, sulla raccomandazione di un amico. Fu velocemente reclutato dalla compagnia, tuttavia Metzen disse al tempo che non sapeva bene di cosa si occupasse l'azienda, ipotizzando fosse uno studio di grafica piuttosto che una casa produttrice di videogiochi.
Il primo lavoro di Metzen per la compagnia è stato per il videogioco Justice League Task Force, in cui fornì artwork e animazioni dei personaggi . Nel 1994 contribuì a Warcraft: Orcs & Humans lavorando sull'artwork, illustrazioni e documentazione sul gioco. I successivi videogiochi della Blizzard Entertainment inclusero frequentemente il lavoro di Metzen, tuttavia il ruolo dell'artista aumentò notevolmente nel 1995 con Warcraft II: Tides of Darkness in cui ricevette la possibilità di lavorare sull'universo fantasy del gioco oltre che al design delle missioni del gioco.
Nel 1997 la Blizzard Entertainment lanciò il suo secondo videogioco di maggior successo, Diablo. Metzen si occupò dell'universo e del doppiaggio del gioco. Nel 1998 ottenne il ruolo di capo designer nel videogioco strategico Starcraft, anche in questa occasione l'artista si occupò del doppiaggio. Nel 1999 Metzen scrisse un racconto ambientato nell'universo di Starcraft con l'aiuto del collega Sam Moore intitolato Revelations. Nel 2000 ritornò al lavoro sull'universo di Diablo con il suo seguito, Diablo II.
Nel 2001 Metzen fu il direttore creativo di Warcraft III: Reign of Chaos, un ruolo che ricoprì in tutti i successivi giochi della Blizzard Entertainment. Nello stesso anno pubblicò un altro racconto, questa volta ambientato nell'universo di Warcraft, intitolato Of Blood and Honor. Nel 2004 Metzen lavorò al MMORPG World of Warcraft.

## Vita privata
Metzen descrive se stesso come un "comic book geek", precisando che iniziò lavorando sui fumetti a 12 anni, ma che ebbe l'interesse nel disegnare già all'età di 6. Fan di Dungeons & Dragons, dichiarò che la serie di racconti Dragonlance e Star Wars furono le maggiori ispirazioni per le sue creazioni fantasy e fantascientifiche, inoltre è un estimatore degli autori Walter Simonson e Keith Parkinson. Metzen ha una figlia, nata nel 2003.

## Doppiaggio

### Serie animate
- Il principe dei draghi - Avizandum

### Videogiochi
- StarCraft – Marine, Incrociatore da battaglia, Fantasma
- Warcraft III: Reign of Chaos – Thrall
- Warcraft III: The Frozen Throne – Thrall, Vol'jin
- World of Warcraft – Thrall, Vol'jin, Orchi, Nefarian, Ragnaros, Hakkar, Varian Wrynn, Dranosh Faucisaure, Bronjahm, Arcanital Mara'kah, Capitano Halu'kal, Nalak il signore della tempesta, Dio della guerra Jalak, Duca Hydraxis
- StarCraft II – Marine, Incrociatore da battaglia
- Hearthstone - Thrall, servitori vari
- Heroes of the Storm - Thrall, Varian Wrynn, Imperius
- Overwatch - Bastion